# Свистун Сергій Володимирович
Сергі́й Володи́мирович Свисту́н (нар. 14 березня 1962, Душанбе, СРСР) — український футболіст, нині футбольний тренер кременчуцького «Кременя».